# Vendryně
Vendryně település Csehországban, a Frýdek-místeki járásban. Vendryně Nýdek, Košařiska, Hrádek, Bystřice, Třinec és Gmina Goleszów településekkel határos. Lakosainak száma 4486 fő (2024. január 1.).

## Népesség
A település lakosságának változását az alábbi diagram mutatja:
| Lakosok száma | 1733 | 2373 | 2775 | 3375 | 3573 | 4137 | 4463 | 4489 | 4383 | 4486 |
|               | 1869 | 1900 | 1921 | 1961 | 1980 | 2011 | 2016 | 2019 | 2021 | 2024 |